# Пьянков, Евгений Александрович
Евгений Александрович Пьянков (27 ноября 1921, Надеждинск, теперь Серов Свердловской области — 24 октября 1996 года, город Киев) — советский деятель, 1-й секретарь Запорожского городского комитета КПУ. Депутат Верховного Совета УССР 8-9-го созывов. Кандидат в члены ЦК КПУ в 1971 — 1976 г.

## Биография
С 1938 г. — лаборант Серовского механического завода Свердловской области РСФСР.
В 1941 — 1946 г. — служба в Красной армии. Участник Великой Отечественной войны с ноября 1941 года. Служил авиационным механиком 745-го бомбардировочного авиационного полка.
Член ВКП(б) с 1945 года.
В 1946 — 1948 г. — бортмеханик самолета, мастер доменных печей Ашинского металлургического завода Челябинской области РСФСР.
В 1948 — 1952 г. — газовик, старший газовик, мастер доменной печи завода «Запорожсталь» в Запорожской области.
С 1952 г. — инструктор промышленно-транспортного отдела Запорожского областного комитета КПУ.
В 1958 году окончил Высшую партийную школу при ЦК КПУ.
С 1958 г. — инструктор, секретарь, 2-й секретарь, 1-й секретарь Орджоникидзевского районного комитета КПУ города Запорожья.
В 1965 году окончил Днепропетровский металлургический институт, инженер-металлург.
В 1966 — 1968 г. — заведующий отделом организационно-партийной работы Запорожского областного комитета КПУ.
В 1968 — 1975 г. — 1-й секретарь Запорожского городского комитета КПУ.
В 1975 — 1976 г. — инструктор отдела организационно-партийной работы Запорожского областного комитета КПУ.
Потом — на пенсии в городе Запорожье.

## Награды
- орден Октябрьской Революции (1971)
- орден Знак Почета (1966)
- орден Отечественной войны 2-й ст. (6.04.1985)
- ордена
- медали
- почетный гражданин города Запорожье (5.10.2011, посмертно)